# Canva
Canva é uma plataforma de design gráfico que permite aos usuários criar gráficos de mídia social, apresentações, infográficos, pôsteres e outros conteúdos visuais. Está disponível online e em dispositivos móveis e integra milhões de imagens, fontes, modelos e ilustrações.
Os usuários podem escolher entre muitos modelos projetados por profissionais, editar os designs e fazer upload de suas próprias fotos através de uma interface de arrastar e soltar. A plataforma é gratuita mas contém assinaturas pagas, como o Canva Pro e o Canva for Enterprise, que oferecem funcionalidade adicional. Os usuários também podem pagar por produtos físicos a serem impressos e enviados.
A partir de 2019, o Canva levantou pela última vez uma avaliação de 3,2 bilhões de dólares e tem mais de 20 milhões de usuários em 190 países.

## História
A empresa foi fundada em 1 de janeiro de 2013, em Sydney, na Austrália, por Melanie Perkins, Cliff Obrecht e Cameron Adams. Em seu primeiro ano, o Canva teve mais de 750.000 usuários. O especialista em mídia social e tecnologia Guy Kawasaki ingressou na empresa como evangelista chefe em abril de 2014. Em 2015, foi lançado o Canva for Work, que deu às empresas uma ferramenta para a produção de materiais de marketing.
Durante o exercício financeiro de 2016 a 2017, a receita aumentou de 6,8 milhões de dólares para 23,5 milhões de dólares, com perdas de 3,3 milhões de dólares. Em 2017, a empresa alcançou rentabilidade e tinha 294.000 clientes pagantes.
Em janeiro de 2018, a Perkins anunciou que a empresa havia captado 40 milhões de dólares da Sequoia Capital, Blackbird Ventures e Felicis Ventures, e foi avaliada em 1 bilhão de dólares.
Em maio de 2019, o Canva sofreu uma violação de segurança na qual dados de aproximadamente 139 milhões de usuários foram invadidos. Os dados expostos incluem nomes reais, nomes de usuários, endereços e informações geográficas e hashes de senha para alguns usuários.
Em maio de 2019, a empresa levantou outra rodada de financiamento de 70 milhões de dólares da General Catalyst and Bond e de seus investidores existentes, Blackbird Ventures e Felicis Ventures, avaliando o Canva em 2,5 bilhões de dólares.
Foi relatado que o Canva, entre outras empresas australianas, apoiou funcionários que participavam dos ataques climáticos globais ocorridos em 20 e 27 de setembro de 2019. As greves pediram que o governo australiano tomasse mais medidas sobre as mudanças climáticas e a transição para as energias renováveis.
Em outubro de 2019, o Canva anunciou que levantou 85 milhões de dólares adicionais com uma avaliação de 3,2 bilhões de dólares e lançou um produto corporativo.
O Canva recebeu elogios em janeiro de 2020 por lançar uma política de privacidade compreensível, escrita em inglês jurídico e no idioma comum, com a intenção de cumprir a missão de simplicidade da marca e tornar suas práticas compreensíveis para os usuários comuns.

## Aquisições
Em 2018, a empresa adquiriu a Zeetings, startup de apresentações, por um valor não divulgado, como parte de sua expansão para o espaço de apresentações.
Em maio de 2019, a empresa anunciou aquisições do Pixabay e Pexels, dois sites gratuitos de fotografia baseados na Alemanha. Esses sites permitem que fotógrafos individuais compartilhem seu trabalho gratuitamente, e as fotos podem ser usadas pelos usuários do Canva em seus designs.